# Ruczynów
Ruczynów – wieś w Polsce położona w województwie świętokrzyskim, w powiecie buskim, w gminie Busko-Zdrój.
W latach 1975–1998 miejscowość administracyjnie należała do województwa kieleckiego.
W czasie okupacji niemieckiej mieszkająca we wsi rodzina Misztalów (Józefa, Wincenty, Stanisław) udzieliła pomocy Żydom Szymonowi, Jehoszule i Helenie Schmalholz. W 1998 roku Instytut Jad Waszem podjął decyzję o przyznaniu Józefie, Wincentemu i  Stanisławowi tytułu Sprawiedliwych wśród Narodów Świata.
W miejscowości znajduje się zbudowana przez pasjonatów amatorska skocznia narciarska. Jej punkt HS usytuowany jest na 8 metrze.